# 德宏茶
德宏茶（学名：Camellia dehungensis）是山茶科山茶属的植物。分布于中国大陆的云南等地，生长于海拔1,300米至2,000米的地区，一般生长在山地疏林，目前尚未由人工引种栽培。